# Gunnar Holmsen
Gunnar Holmsen, född 24 november 1880  i Røros i Trøndelag, död 25 januari 1976 i Oslo, var en norsk geolog, bror till Andreas Holmsen och gift med Hanna Resvoll-Holmsen.
Holmsen doktorerade i geologi 1914, och  var statsgeolog i Norge mellan 1918 och 1950.